# José Rivero
José Rivero conocido como Pepín Rivero es un golfista español, nacido el 20 de septiembre de 1955 en Madrid. Fue de los que secundaron al gran Severiano Ballesteros durante los años ochenta. 

## Trayectoria
Comenzó su carrera como caddie y se convirtió en profesional en 1973. Fue miembro del European Tour desde 1983 hasta 2001 y ganó cuatro torneos. Acabó cinco veces entre los quince primeros del ranking, siendo la 10.ª posición que logró en 1988 su mejor clasificación. También fue muy destacada su 3° puesto en el Open Británico conseguido a mediados de los ochenta.
Pepín Rivero fue miembro de los dos equipos europeos que lograron vencer a los Estados Unidos en 1985 y 1987. Representó a España en la Alfred Dunnhill Cup y en la Copa del Mundo, logrando una victoria en esta última en compañía de José María Cañizares en 1984.
En el 2005, Pepín Rivero se convirtió en jugador del circuito senior jugando eventos del tour europeo senior y se mantuvo desde su participación en el circuito entre los seis mejores cada año. Ha logrado dos victorias en este circuito.

## Palmarés
European Tour wins
- 1984 Lawrence Batley International Golf Classic
- 1987 Open de France
- 1988 Monte Carlo Open
- 1992 Catalan Open

Otras Victorias
- 1998 Oki APG (Spain)

Victorias en el Tour Europeo senior
- 2006 DGM Barbados Open, Wales Seniors Open
- 2007 Scottish Seniors Open

- Datos: Q2096158
- Multimedia: José Rivero / Q2096158